# HD 200205
HD 200205，又名BD+58 2201，SAO 33048、HR 8049，是一颗恒星，视星等为5.51，位于銀經97.06，銀緯8.79，其B1900.0坐标为赤經20h 56m 57.4s，赤緯+59° 8.79′ 51″。